# Rauch- und Wärmeabzug

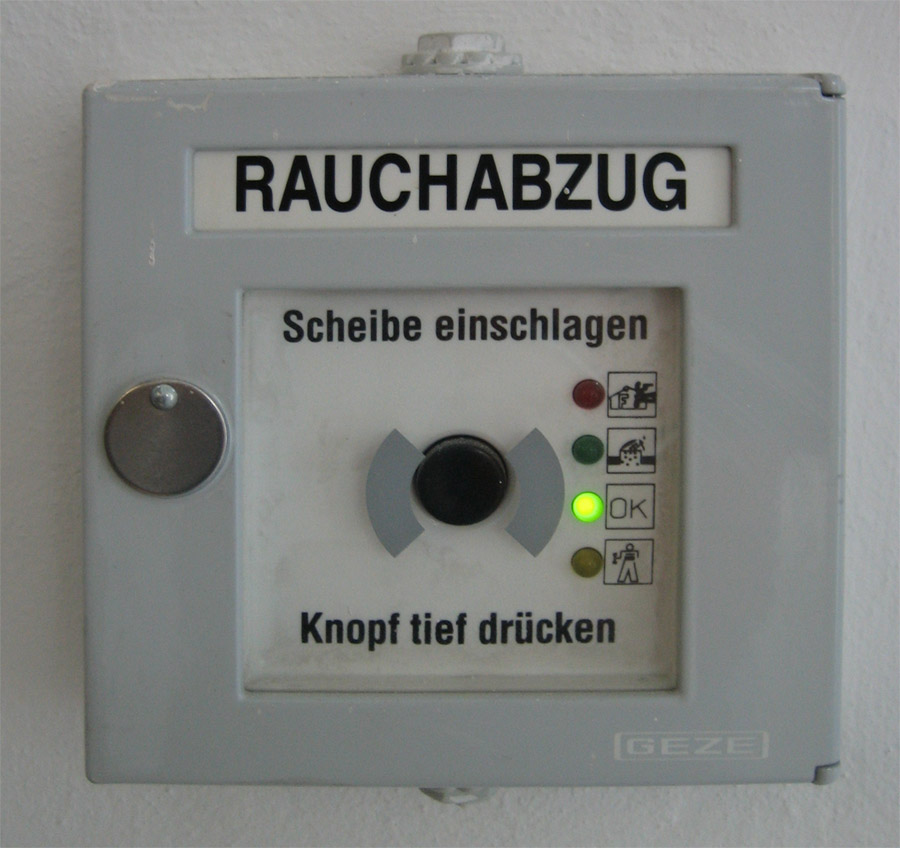
Manuelle Auslöseeinheit für eine Rauchabzugsanlage

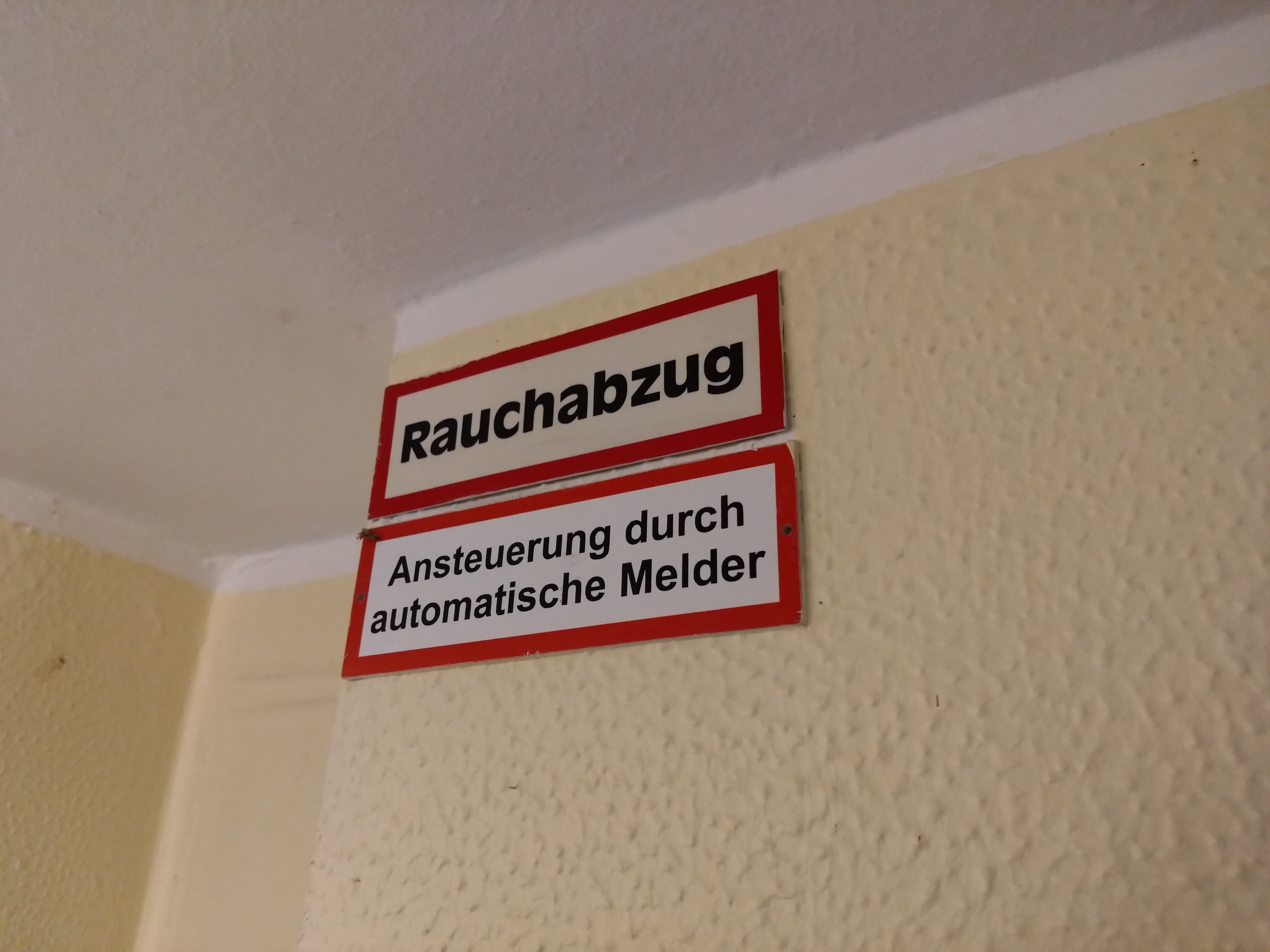
Kennzeichnung nach DIN 4066 für automatische Melder

Rauchabzug ist ein wesentliches Element des vorbeugenden Brandschutzes und des Personenschutzes. Bei einem Brand entstehen zum Großteil Wärme, Rauch und heiße Brandgase. Entgegen früheren Ansätzen ist der Rauchabzug vom Wärmeabzug zu unterscheiden. Er leitet Rauch, der im Brandfall entsteht, aus dem Inneren eines Gebäudes nach außen ab – inklusive der darin gespeicherten thermischen Gase, was häufig ein üblicherweise fatales Versagen der Gebäudestützen verhindert. Sofern aus Gründen der Feuerwiderstandsdauer von Gebäuden auch der Wärmeabzug von Interesse ist, sind im Allgemeinen zum Rauchabzug zusätzliche Maßnahmen zu ergreifen.

## Hintergrund
Aufgrund des Verbrennungsprozesses wirken thermische Auftriebe. Diese Thermik führt dazu, dass die Verbrennungsprodukte (Rauchgase) als sogenannte Plume aufsteigen und eine Rauchschicht unterhalb der Geschossdecke bzw. des Daches bilden.
Die tödlichste und zerstörerischste Gefahr im Brandfall sind meist nicht die Flammen an sich, sondern der hochgiftige Rauch. 95 % der Brandopfer in Deutschland sterben an einer Rauchvergiftung. Rauchschäden übersteigen die reinen Flammenschäden meist um das Zehnfache. Ein einziges Kilo schwelender Kunststoff bildet bis zu 2.500 Kubikmeter Rauchgase mit tausenden Giftstoffen. Diese dringen üblicherweise sehr viel schneller vor, als Menschen laufen können. Schon wenige Atemzüge in einem verrauchten Raum verätzen Lungen und können zu Bewusstlosigkeit und infolgedessen zur Erstickung führen. Zudem kontaminiert und korrodiert der toxische Rauch sämtliche Anlagen und Güter sowie die komplette Gebäudehülle. Er behindert auch die Rettungs- und Löscheinsätze der Feuerwehr am stärksten.
Die Ziele beim Einsatz von Rauchabzugs-Anlagen sind vielfältig. Sie dienen z. B. dazu, Personen die Fluchtwege raucharm oder zeitbegrenzt rauchfrei zu halten oder Feuerwehren den Löschangriff zu ermöglichen, wofür die taktische Ventilation eingesetzt wird.

## Ausführungen

### Natürlicher Rauchabzug – Maschineller Rauchabzug
Man unterscheidet maschinelle und natürliche Abzugsanlagen: Maschinelle Rauchabzugsanlagen führen die Verbrennungsprodukte über Ventilatoren ab. Bei natürlichen Rauchabzugsanlagen gelangen die Verbrennungsprodukte über Öffnungen (Dach- oder Wandöffnungen) oder Fenster ins Freie.:105
Beiden Anlagentypen ist gemein, dass ohne nachströmende Luft keine wirksame Abführung der Schadgase erfolgt. Die Nachströmung kann über Öffnungen in den Außenwänden oder  Ventilatoren realisiert werden. Hier ist es in der Regel erforderlich, die nachströmende Luft verwirbelungsarm (impulsarm), d. h. mit niedrigen Strömungsgeschwindigkeiten (< 1 m/s), einzuführen. Bei maschinellen Abzugsanlagen ist darauf zu achten, dass der durch die Absaugung entstehende Unterdruck im Raum nicht zu hoch ist, damit sich die Türen in den Fluchtwegen noch ohne großen Kraftaufwand öffnen lassen. Bei angeschalteter Anlage sollen die Türöffnungskräfte (an den Fluchtwegen) einschließlich der Wirkung der Türschließer den Grenzwert von 100 N nicht überschreiten.
Eine Rauchfreihaltung von zu schützenden Bereichen ist im Allgemeinen nur durch besondere Rauchschutz-Druckanlagen (RDA) auch in Verbindung mit Entrauchungsanlagen zu erzielen.

### Rauchschutz-Druckanlagen
Rauchschutz-Druckanlagen (RDA) dienen zur Rauchfreihaltung von Flucht- und Rettungswegen wie innenliegende Treppenräume, Sicherheitstreppenräume, Rettungstunnel, Feuerwehraufzüge oder behindertengerechte Aufzüge mit Funktionserhalt.
Nach der Alarmauslösung durch einen Brandmelder oder einer Handauslösung läuft ein Zuluftventilator an. So erzeugt die Rauchschutz-Druckanlage eine Durchspülung des Flucht- und Rettungsbereichs mit frischer Außenluft. Zusätzlich wird durch Überdruck und Luftströmung ein Eindringen von Rauch verhindert.
Rauchschutz-Druckanlagen kommen weiterhin in Sonderbauten zum Einsatz, in denen sich bestimmungsgemäß viele Menschen aufhalten (wie Ausstellungs- und Messegebäude, Veranstaltungs- und Verwaltungsgebäude, Bahnhofsgebäude und Flughäfen, Hotels und Freizeitzentren, Einkaufs- und Erlebniszentren, Schulgebäude und Kindergärten) sowie Sonderbauten, in denen sich im Brandfall Menschen nicht aus eigener Kraft retten können (wie Altenheime und Seniorenwohnheime, Krankenhäuser und Rehabilitationskliniken, Behindertenschulen und -heime).

### Rauchabzug und kombinierter Rauch- und Wärmeabzug
Im Allgemeinen unterscheidet man zwischen Rauchabzugsvorrichtungen(-öffnungen) (RA-Anlagen) und Rauch- und Wärmeabzugsanlagen (RWA). Schutzziel und Wirkungsweise muss in den Baugenehmigungen mit gültigem Brandschutznachweis oder den entsprechenden Sonderbau-Verordnungen festgelegt sein. Prüfsachverständige oder -sachkundige prüfen die Übereinstimmung der Anforderungen mit dem gebauten Zustand.
RWA-Anlagen werden als überwiegend prüfpflichtige sicherheitstechnische Anlagen nach den Prüfverordnungen der Länder in der gültigen Bauregelliste 2014/1 aufgeführt. Wird als Schutzziel eine raucharme Schichthöhe gefordert, so berechnet sich diese z. B. nach DIN 18232-2 (natürliche RWA) oder DIN 18232-5 (maschinelle RWA) oder ist mit besonderen Ingenieurmethoden nachzuweisen (Rauch-Simulation).
Die RWA-Anlagen sind nach gültiger Bauregelliste über geregelte Bauprodukte mit zugelassenen oder gekennzeichneten (CE-Kennzeichnung mit DIN EN 12101-1 bis -10-Nachweis) Bauteilen zu errichten. Leistungsnachweise sind hierzu bei der Prüfung vorzulegen. Gemäß Anlage 01 der Bauregelliste „...gelten die in den Landesbauordnungen und in den Vorschriften aufgrund der Landesbauordnungen vorgegebenen Stufen, Klassen und Verwendungsbedingungen“.
Die besonderen Strömungsverhältnisse am Objekt und in der Anlagentechnik müssen in der Auslegung, Bemessung, Zonenaufteilung und Steuerung der Anlagen berücksichtigt werden.

## Auslösung der Anlage
Die Anlagen können manuell oder/und automatisch durch Brandmelder oder Thermische Auslöser bzw. eine Brandmeldeanlage ausgelöst werden. Die Auslösung der RWA-Anlagen muss von Hand möglich sein und kann zusätzlich je nach Anforderung des Schutzziels durch automatische Auslöser (Rauch- oder Thermische Melder) erfolgen. Handauslöser sind an einer sicheren, gut erreichbaren Stelle meist an Wänden angebracht und erfordern im Brandfall das Einschlagen einer Glasscheibe. In der Regel wird je eine Bedienstelle im Erdgeschoss und auf dem obersten Treppenabsatz gefordert. Thermische Melder können als Glasfass ausgeführt werden und sind üblicherweise dem einzelnen RWA-Gerät (NRWG – Natürliches Rauch- und Wärmeabzugsgerät) zugeordnet. Rauchmelder mit optischen Sensoren sind z. B. in Treppenräumen an oberster Stelle montiert und lösen bei Rauch die RA-Anlage aus.
Der Zustand der Anlage muss an zentraler Stelle oder an den Auslösestellen für die Feuerwehr eindeutig erkennbar sein und bei besonderer Erkenntnis über den Brandverlauf ggf. auch von dieser änderbar sein (Reset).
Auch bei einem Stromausfall muss die RWA-/RA-Anlage noch funktionsfähig bleiben. Dies kann bei elektrischen Anlagen durch eine Sicherheits-Stromversorgung, auch direkt in der Steuerzentrale, erfüllt werden. Bei druckgasbetriebenen Anlagen muss das System ausfallgesichert über Druckgasflaschen oder bei zentralen Druckluftanlagen als RWA-Druckluftkessel oder besonderen Druckgasflaschen (CO2), versorgt werden.
Während der Not-Auslösung dürfen vorhandene Lüftungsschalter nicht mehr funktionieren (Vorrangschaltung). Es kann gestattet werden auf die gesicherte Kabelverlegung zu verzichten, wenn durch geeignete Rauchmelder, die den gesamten Bereich der Kabeltrasse überwachen, im Brandfall die Anlage frühzeitig und sicher geöffnet oder betrieben wird und dieser Betrieb über die geforderte Einsatzzeit aufrechterhalten werden kann (ggf. Rastvorrichtung). Der Ausfall oder eine Störung der Anlage sind rechtzeitig zu melden um entsprechende Maßnahmen vor einem Alarmfall einleiten zu können.

## Vorschriften und Normen

### EN 12101
Im Rahmen der europäischen Harmonisierung gilt die Normenreihe EN 12101 (Produktnorm). Aufgrund der entsprechenden harmonisierten Produktnormen müssen die Produkte nach der Bauproduktenverordnung mit CE-Kennzeichen in Verkehr gebracht werden. Das Inverkehrbringen von diesen Produkten ohne CE-Kennzeichen und Leistungserklärung ist nicht zulässig. Die Normenreihe besteht aus folgenden Teilen:
- EN 12101-1: Rauch- und Wärmefreihaltung – Teil 1 Bestimmungen für Rauchschürzen
- EN 12101-2: Rauch- und Wärmefreihaltung – Teil 2: Natürliche Rauch- und Wärmeabzugsgeräte
- EN 12101-3: Rauch- und Wärmefreihaltung – Teil 3: Bestimmungen für maschinelle Rauch- und Wärmeabzugsgeräte
- EN 12101-6: Rauch- und Wärmefreihaltung – Teil 6: Festlegungen für Differenzdrucksysteme – Bausätze
- EN 12101-7: Rauch- und Wärmefreihaltung – Teil 7: Entrauchungskanalstücke
- EN 12101-8: Rauch- und Wärmefreihaltung – Teil 8: Entrauchungsklappen
- EN 12101-9: Rauch- und Wärmefreihaltung – Teil 9: Steuerungszentralen (zurückgezogen)
- EN 12101-10: Rauch- und Wärmefreihaltung – Teil 10 Energieversorgung
- EN 12101-13: Rauch- und Wärmefreihaltung – Teil 13 Differenzdrucksysteme – Rauchschutz-Druckanlagen (RDA) – Planung, Bemessung, Einbau, Abnahmeprüfung, Funktions-Tests, Betrieb und Instandhaltung

### EN 13501
Die Klassifizierung dieser Produkte aus den Ergebnissen der Feuerwiderstandsprüfungen (Temperatur/Zeit) erfolgt nach der Normenreihe EN 13501.

### Landesbauordnung und Musterbauordnung
In Deutschland legt die jeweils gültige Landesbauordnung, Musterbauordnung (MBO) oder eine Sonderbauverordnung (VStättV) die Auslegung und Bemessung von Rauchabzugsvorrichtungen von Treppenräumen fest, derzeit üblicherweise je nach Sonderbau mit einer geometrischen freien Fläche der Rauchabzugsöffnung von mindestens 1,0 m² an oberster Stelle. Besonderheiten sind ggf. in den Baugenehmigungen und den dazu gültigen Brandschutzkonzepten oder Bescheinigungen zum Brandschutz je Objekt zu beachten.
Nach der Musterbauordnung (MBO) sind bauliche Anlagen so anzuordnen, zu errichten, zu ändern und instand zu halten, dass der Entstehung eines Brandes und der Ausbreitung von Feuer und Rauch vorgebeugt wird. Außerdem muss bei einem Brand die Rettung von Menschen und Tieren sowie eine wirksame Löscharbeit möglich sein.

### DIN 57833 / VDE 0833-1
In Deutschland müssen Gefahrenmeldeanlagen, wozu auch elektrische Rauch- und Wärmeabzüge oder Rauchmelder gehören, gemäß VDE 0833-1 nach Herstellerangaben, jedoch mindestens einmal jährlich inspiziert werden. Wird bei der Inspektion oder Wartung festgestellt, dass die geforderte Funktion der Gefahrenmeldeanlage nicht mehr sichergestellt ist, muss unverzüglich eine Instandhaltung erfolgen, die mit dem Betreiber abzustimmen ist.

### VdS Richtlinien
Die VdS Richtlinie 2098 betrifft die Planung und den Einbaut von Rauch- und Wärmeabzugsanlagen (NRA).
Nach der VdS-Richtlinie VdS CEA 4020 (Abschnitt 12.2) sind Rauch- und Wärmeabzüge, die Rauchschürzen, vorhandene Bauteile, die Zuluftöffnungen sowie Energiezuleitungen und jegliches Zubehör in regelmäßigen Zeitabständen, mindestens jedoch einmal jährlich, nach den Angaben des Errichters auf Funktionsfähigkeit und Betriebsbereitschaft von einer Fachkraft zu prüfen, zu warten und gegebenenfalls instand zu setzen. Alle Arbeiten sind entsprechend zu dokumentieren.

### VDI 3564
Die VDI-Vorschrift 3564 gilt für Hochregallager, in denen alle Brandschutzeinrichtungen einschließlich Rauch- und Wärmeabzugsanlagen in regelmäßigen Abständen zu warten und zu überprüfen sind (Abschnitt 4.6). Die Überprüfungen sind in Kontrollbüchern zu dokumentieren, aus denen Prüfdatum und Prüfbefund ersichtlich sind. Mängel sind unverzüglich abzustellen.

### DIN 18232
In Deutschland erfolgt die Projektierung von Rauch- und Wärmeabzugsanlagen durch die Anwendungsnormen der Reihe DIN 18232:
- DIN 18232-2: Rauch- und Wärmefreihaltung – Teil 2: Natürliche Rauchabzugsanlagen (NRA); Bemessung, Anforderungen und Einbau
- DIN 18232-4: Rauch- und Wärmefreihaltung – Teil 4: Wärmeabzüge (WA); Prüfverfahren
- DIN 18232-5: Rauch- und Wärmefreihaltung – Teil 5: Maschinelle Rauchabzugsanlagen (MRA); Anforderungen, Bemessung
- DIN 18232-7: Rauch- und Wärmefreihaltung – Teil 7: Wärmeabzüge aus schmelzbaren Stoffen; Bewertungsverfahren und Einbau
- DIN/TS 18232-8: Rauch- und Wärmefreihaltung – Öffneraggregate für Gebäudeabdeckungen zur Entlüftung oder Rauchableitung – Anforderungen und Prüfverfahren
- DIN 18232-9: Rauch- und Wärmefreihaltung – Teil 9: Wesentliche Merkmale und deren Mindestwerte für natürliche Rauch- und Wärmeabzugsgeräte nach DIN EN 12101-2

Nach der DIN 18232-2 dürfen Wartungsarbeiten an RWA Anlagen nur von qualifizierten Fachfirmen nach Angaben des Herstellers, im Regelfall einmal jährlich, durchgeführt werden. Dabei müssen alle Betätigungs- und Steuerungselemente, Öffnungsaggregate, Energiezuleitungen und jegliches Zubehör auf Funktionsfähigkeit und Betriebsbereitschaft geprüft, gewartet und gegebenenfalls instand gesetzt werden.

## Geschichte
Anordnungen unter Pfalzgraf Karl IV. aus dem Jahr 1772 dienten auch der Verhütung eines Brandes im Zusammenhang mit häuslichen Feuerstätten. Nach gleichzeitigen Bauvorschriften durften keine Holzschornsteine mehr errichtet, keine hölzernen Schläuche mehr eingebaut werden, die den Rauch der Feuerstätte zum Kamin zu leiten hatten, wie es auch untersagt wurde, Ofenrohre zum Fenster hinauszuführen.